# Kyle’s Mom’s A Bitch
Kyle’s Mom’s A Bitch (рус. Мамка Кайла — сука) — песня, написанная Треем Паркером и прозвучавшая сначала в эпизоде «Мистер Хэнки, рождественская какашка» анимационного сериала «Южный парк», а затем в полнометражном анимационном фильме «Южный парк: большой, длинный и необрезанный». В обоих случаях песню исполняет Эрик Картман (озвучен Треем Паркером).

## Сюжет
Песня посвящена матери Кайла Брофловски — Шейле Брофловски. В обоих случаях песня является формой выражения раздражения из-за негативных последствий, которые приносит Южному Парку общественная деятельность Шейлы. В «Мистер Хэнки» она потребовала, чтобы из школьного рождественского спектакля были убраны элементы, противоречащие иудаизму (Шейла исповедует иудаизм и воспитывает своих детей в этой религии). Подхватив идею Брофловски, различные меньшинства также стали добиваться отмены различных элементов праздника. В результате спектакль превратился в набор бессмысленных движений под бессмысленную музыку. В «Большом, длинном и необрезанном» Шейла стала виновницей американо-канадской войны с миллионами человеческих жертв.
Практически, песня представляет собой непрерывный поток разнообразных ругательств в адрес Шейлы.
Во второй половине песни из полнометражного фильма чередуются фрагменты, якобы спетые детьми со всего света (по факту — переодетым Картманом с подтанцовкой в соответствующем антураже). В их число входят:
- Китайские дети на фоне Великой Китайской стены;
- Французские дети перед Эйфелевой башней;
- Нидерландские дети на фоне мельниц — в характерных голландских чепцах и, внезапно, с элементами йодля;
- Дети одной из африканских стран — на фоне акаций и слонов, с барабанами и вуду-масками, Картман с чёрным лицом;
- Все вышеперечисленные вместе.

Соавтор саундтрека к фильму Марк Шейман (англ. Marc Shaiman) в своём интервью рассказал об этой «кругосветке»:
Эту песню они записали для телеверсии, но потом я сказал: «А что, если мы сделаем секцию в виде дневника о кругосветном путешествии?» Весь этот фрагмент в стиле It's a Small World записан мной у меня дома. Вы не разберёте, что я говорю, но я помню, что тогда только начиналась эра цифрового редактирования и интернета, и я помню, как позвонил ассистенту Трея и Мэтта с просьбой найти мне переводы «Мамки Кайла» на столько языков, сколько возможно представить. Всё, что я тут пою — это реальные переводы, в том числе африканский, и я замедлял музыку, чтобы записать своё пение, всё время считая, что потом в итоге мы перезапишем всё это с настоящими вокалистами. А потом однажды Трей увидел в расписании, что я собираюсь перезаписать песню с нормальным вокалом, и он такой говорит: «Не трогай! Я не позволяю тебе менять её!» Вот так я непосредственно ввязался в эту песню, но я хочу подчеркнуть — это всё из-за Трея.
Оригинальный текст (англ.)“That’s a song they had written for the TV show, but then I said, ‘What if we do an around the world travelogue section?’ That whole It’s a Small World section was just me in my house, singing all those parts. You can’t understand what the f— I’m saying, but I remember that was just the beginning of digital editing and the Internet, and I remember calling Trey and Matt’s assistant and saying, ‘Can you get me translations of ‘Kyle’s mom is a bitch’ in as many languages as you can imagine?’ Everything I’m singing there is an actual translation, including the African one, and I would slow down the tape and record myself, always thinking that we’ll record this with real singers eventually. And then one day, Trey saw on the schedule that I was going to be re-doing it with real singers and he was like, ‘Don’t touch it! I won’t let you change it.’ These are songs that I was actively involved with but I have to stress—it’s all Trey.”

## Публикация
Песня вошла в саундтрек к фильму «Южный парк: больше, длиннее и без купюр» как в оригинальном виде, так и в виде ремейка Джо Си при участии Кид Рока под названием «Kyle’s Mom’s A Big Fat Bitch».
Перевод текста песни на русский язык выполнен Дмитрием Пучковым.
Музыка также играет в игре South Park: The Fractured But Whole во время битвы с Шейлой Брофловски.